# حدیث میرامینی
حدیث میر امینی (زادهٔ ۱۹ بهمن ۱۳۶۷) بازیگر سینما، تلویزیون و تئاتر ایران است.

## زندگی
او دارای مدرک کارشناسی نمایش است و به‌عنوان بازیگر به فعالیت‌های تلویزیونی و هنری می‌پردازد.

## فیلم‌شناسی

### فیلم‌های تلویزیونی
| نام فیلم          | سال  | کارگردان         |
| ----------------- | ---- | ---------------- |
| قصیدهٔ شب بارانی   | ۱۳۸۷ | علی سبزواری      |
| گزارش یک اعدام    |      | ابراهیم شیبانی   |
| مرد               |      | سیروس الوند      |
| اتوبوس            |      | نیما اقلیما      |
| دژ شوق            |      | سید مجید پرهیز   |
| چشم خدا           | ۱۳۸۹ | احسان صادقی حمزه |
| قصه داوود و قمری  | ۱۳۹۰ | آیدا پناهنده     |
| پاپوش             |      | منوچهر هادی      |
| آوازهای مادرانه   |      | اصغر هاشمی       |
| نگین              |      | احمد معظمی       |
| داستان ما، قصه تو | ۱۳۹۱ | رضا بهشتی        |
| سرانجام           |      | احمد معظمی       |
| شیوا              | ۱۳۹۳ | اشکان شاپوری     |
| میان بر           | ۱۳۹۵ | احمد معظمی       |
| مورچه‌ها           | ۱۳۹۶ | مسعود محمدی      |

### مجموعه تلویزیونی
| نام فیلم                                         | سال       | ردان                      | شبکه             |  |
| هویت                                             | ۱۳۸۶      | مهدی ودادی                | سه               |  |
| گیلعاد                                           | ۱۳۸۷      | حسین سهیلی‌زاده            | دو               |  |
| گل‌های گرمسیری                                    | ۱۳۸۷      | محمدمهدی عسگرپور          | یک               |  |
| شب می‌گذرد                                        | ۱۳۸۷      | راما قویدل                | یک               |  |
| دلنوازان                                         | ۱۳۸۸      | حسین سهیلی‌زاده            | سه               |  |
| زن‌بابا                                           | ۱۳۸۹      | سعید آقاخانی              | سه               |  |
| سراب                                             | ۱۳۹۰      | حسین سهیلی‌زاده            | یک               |  |
| ساختمان پزشکان (حضور افتخاری در دو قسمت پایانی)  | ۱۳۹۰      | سروش صحت                  | سه               |  |
| شاید برای شما هم اتفاق بیفتد (حضور در دو اپیزود) |           |                           | تهران            |  |
| خداحافظ بچه                                      | ۱۳۹۱      | منوچهر هادی               | سه               |  |
| یه تیکه زمین                                     | ۱۳۹۱      | مهدی کریم‌پور              | دو               |  |
| ستایش (سری دوم)                                  | ۱۳۹۲      | سعید سلطانی               | سه               |  |
| همه چیز آنجاست                                   | ۱۳۹۳      | شهرام شاه‌حسینی            | سه               |  |
| عشق تعطیل نیست                                   | ۱۳۹۳      | بیژن بیرنگ                | نمایش خانگی      |  |
| نیاز                                             | ۱۳۹۴      | حسین سهیلی‌زاده            | یک               |  |
| زعفرانی                                          | ۱۳۹۵      | حامد محمدی                | دو               |  |
| در جستجوی آرامش                                  | ۱۳۹۶      | سعید سلطانی               | تهران            |  |
| هیئت مدیره                                       | ۱۳۹۷      | مازیار میری               | تهران            |  |
| سال‌های دور از خانه (مجموعه نمایش خانگی)          | ۱۳۹۸      | مجید صالحی                | نماینگی (فرنگیس) |  |
| پناه آخر                                         | ۱۳۹۸      | داریوش یاری               | یک               |  |
| ارثیه پدری                                       | ۱۳۹۹–۱۴۰۱ | میلاد بنایی و مهدی نقویان | آیو              |  |
|                                                  |           |                           |                  |  |

### نمایش خانگی
| نام فیلم                     | کارگردان                    |       | سال  |
| ---------------------------- | --------------------------- | ----- | ---- |
| هفت درسا انگاشته شبهای مافیا | کیارش اسدی پور سعید ابوطالب |       |      |
| اسکار                        | مهران مدیری                 | مهمان | ۱۴۰۲ |
| پدر خوانده                   | سعید ابوطالب                |       |      |

### فیلم‌های سینمایی
| نام فیلم          | سال  | کارگردان           | توضیحات     |
| ----------------- | ---- | ------------------ | ----------- |
| شب حورا           | ۱۳۸۶ | شهاب ملت‌خواه       |             |
| ورود آقایان ممنوع | ۱۳۹۰ | رامبد جوان         |             |
| من و زیبا         | ۱۳۹۰ | فریدون حسن‌پور      |             |
| مورچه‌ها           | ۱۳۹۲ | مسعود محمدی        | نمایش خانگی |
| این یک رویاست     | ۱۳۹۲ | محمود غفاری        |             |
| آااادت نمی‌کنیم    | ۱۳۹۴ | ابراهیم ابراهیمیان |             |
| زار               | ۱۳۹۵ | نیما فراهی         |             |

### تئاتر
| شماره | نام تئاتر                       | زمان اجرا        | مکان اجرا                        | کارگردان      |
| ----- | ------------------------------- | ---------------- | -------------------------------- | ------------- |
| ۱     | با جانی دپ در فتوشاپ            | مهر و آذر ۱۳۹۱   | تئاترشهر - کافه تریای تالار اصلی | سید علی هاشمی |
| ۲     | در پروازهای خروجی گم شد، ریحانه | آبان و آذر ۱۳۹۴  | تئاترشهر - سالن سایه             | مهدی مشهور    |
| ۳     | دور از دسترس اطفال نگهداری شود  | آبان و آذر ۱۳۹۵  | سالن ارغنون                      | مهدی پاشایی   |
| ۴     | بی چرا زندگان                   | خرداد و تیر ۱۴۰۱ | سالن قشقایی                      | الهام شعبانی  |
| ۵     | بی‌پایانی                        | شهریور ۱۴۰۳      | سالن سایه                        | صحرا فتحی     |
| ۵     | بی‌پایانی                        | آبان و آذر ۱۴۰۳  | سالن سایه                        | صحرا فتحی     |